# Nintu

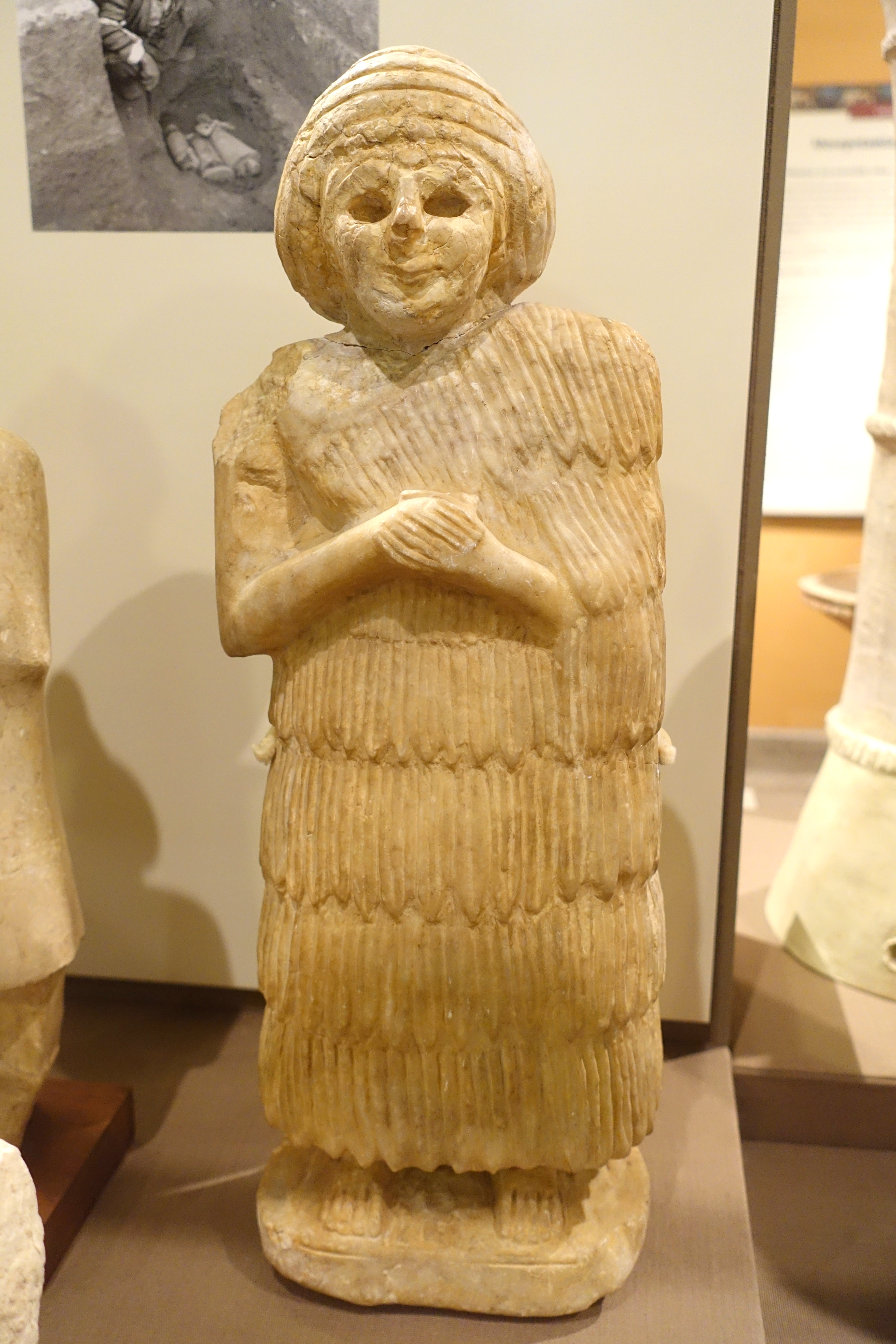
Estatuilla de yeso de una adoradora del templo de Ninto, alrededor del 2500-2600 a.c.

En Sumeria, Acadia y Babilonia, antigua Mesopotamia, Nintu (la Señora del nacimiento) fue el nombre con el que se conoció a una deidad madre, también llamada Antu (consorte de An). Se dice que el nombre de Nintu se lo puso su hijo Enlil. La mayoría de los relatos que hay sobre ella son acadios. Según cuentan las leyendas, ella rompió catorce partes de arcilla primigenia, siete a la derecha y siete a la izquierda y un ladrillo a la mitad, que produjeron los primeros siete pares de embriones humanos (o las siete diosas de matriz o de nacimiento, que engendraron a los primeros humanos). 
Los eruditos coinciden en que sería exactamente la misma figura que Ninhursaga, pero fue conocida por  otros nombres: Ki, Ninmah, Dingirmah, Aruru, Belit-ili, entre otros, y como la esposa de Enki era generalmente llamada Damgalnuna o Damkina.
Aunque al principio aparece mencionada como Belet-Ili, al final es mencionada en el poema épico acadio Atrahasis, cuando deciden junto a Enki, que el crecimiento de la población humana, debe ser contenido de alguna manera "más humana" o "menos drástica", que las decisiones tomadas por Enlil, Enki y la diosa de matriz Nintu deciden que de allí en adelante un tercio de las mujeres no dará a luz satisfactoriamente: un demonio Pasittu, "arrebatará al bebé del regazo de su madre".
Es mencionada en el Mito de Enki y Ninhursag, estando en Dilmun, cuando Enki la ve en la orilla desde el agua, quiere poseerla y ella le dice "Ningún hombre me hace suya en el pantano". Pero finalmente accede y dan a luz a Ninsar.
También es nombrada con ese epíteto en el relato sumerio de Ziusudra, cuando Enki dice: Yo quiero (...)(¿no?) la destrucción de mi raza humana, para Nintu quiero atajar la destrucción de mis creaturas.